# スパイダーマンのメディアミックス作品
スパイダーマンのメディアミックス作品（Spider-Man in other media）では、テレビ番組、映画、おもちゃ、ステージショー、本、テレビゲームなど様々な作品が存在する。

## テレビ
スパイダーマンのテレビシリーズでは、短期間のアメリカドラマ、日本の特撮ドラマ、教育番組のコーナー、そして幾つかのテレビアニメが、何度もテレビ放送されてきた。

### アニメ作品
- スパイダーマン（1967年 - 1970年）

アメリカで1967年から1970年まで放送されたテレビアニメ、声優はポール・ソールズが担当。日本でも過去に東京12チャンネル⇒テレビ東京を含むテレビ東京系列4局と独立局と地方局で放送されていたことがあり、1974年放送版では富山敬、1981年放送版では田中秀幸、アニメ映画（声 - ヨーマ・タコンヌ）では稲田徹が担当。
- スパイダーウーマン（1979年）

アメリカで1979年に放送されたスパイダーウーマン主役のテレビアニメ、日本では未放送。「Pyramids of Terror」、「the Kongo Spider」という回に登場、声優は同じくポール・ソールズ。
- スパイダーマン （1981年）

アメリカで1981年にシンジケーションで放送、全26話。日本では未放送。
- スパイダーマン&アメイジング・フレンズ（1981年 - 1982年）

アメリカでは1981年から1982年までNBCで全24話が放送された、声優はダン・ギルヴェザン。日本ではトゥーン・ディズニーのJETIXで放送（日本語吹き替え版では森川智之）、それ以前にはVHSビデオ（日本語吹き替え版では山口健）がスパイダーマンのタイトルで1991年に発売された。ビデオ版のオープニングでは英語音声のまま使われているが、トゥーン・ディズニー版では全て吹き替えられている。
- スパイダーマン (アニメ)（1994年 - 1998年）

アメリカで1994年から1998年までFox Kidsで放送、日本では2004年にカートゥーンネットワークでシーズン4まで放送された。声優はクリストファー・ダニエル・バーンズ、日本語吹き替え版では森川智之が担当。
- スパイダーマン・アンリミテッド（1999年）

アメリカで1999年に放送、声優はリノ・ロマノ、日本語吹き替え版では森川智之が担当。日本ではトゥーン・ディズニーのJETIXで放送された。
- スパイダーマン 新アニメシリーズ（2003年）

アメリカで2003年にMTVで放送、日本では日本テレビで2004年4月から5月まで放送された。声優はニール・パトリック・ハウス、日本語吹き替え版では猪野学が担当。
- スペクタキュラー・スパイダーマン（2008年）

アメリカで2008年に放送されたテレビアニメ、日本では2009年8月からディズニーXDとアニマックスで放送。声優はジョシュ・キートン、日本語吹き替え版では猪野学が担当。
- アルティメット・スパイダーマン（2012年）

アメリカで2012年から2015年まで放送されたテレビアニメ、日本ではディズニーXD→ディズニーチャンネルとDlife、テレビ東京系列6局では『アルティメット・スパイダーマン ウェブウォーリアーズ』から放送。声優はドレイク・ベル、日本語吹き替え版では川田紳司が担当。
- アベンジャーズ・アッセンブル（2013年）

スパイダーマンはこのアニメで度々登場している。声優はロビー・デイモンド（日本語吹き替え版 - 川田紳司）
- ハルク: スマッシュ・ヒーローズ（2013年）

いくつかのエピソードでハルクと共演、声優はドレイク・ベル。
- ディスク・ウォーズ:アベンジャーズ (2014年)

日本で2014年から2015年までテレビ東京とテレビ東京系列で放送されたテレビアニメ。オリジナルでは川田紳司、英語吹き替え版ではロビー・デイモンドが担当。
- マーベル スパイダーマン（2016年）

アメリカで2016年から放送されているテレビアニメ。日本ではディズニーXDとDlifeで放送されていたが、2020年からはディズニーチャンネルで放送されている。声優はロビー・デイモンド、日本語吹き替え版は岩中睦樹。
- ガーディアンズ・オブ・ギャラクシー（2015年 - 2016年）

「Back in the New York Groove」と「Drive Me Carnage」に登場、声優はロビー・デイモンド。
- マーベル フューチャー・アベンジャーズ (2017年)

日本で2017年から2018年までDlifeで放送された。オリジナルでは川田紳司、英語吹き替え版ではロビー・デイモンドが担当。
- スパイディとすごいなかまたち（2021年）

アメリカで2021年8月6日からディズニージュニアで放送されているテレビアニメ、日本でも放送されている。声優はベンジャミン・ヴァリック、日本語吹き替え版では上野黎也。
- スパイダーマン:フレンドリー・ネイバーフッド（2025年）

全世界で2025年1月29日からDisney+で配信されるWebアニメシリーズ。声優はハドソン・テイムズが勤める（日本語版は未定）。

### 実写作品
- The Amazing Spider-man

アメリカのCBSで1978年から1979年まで放送されたニコラス・ハモンド主演のテレビドラマ、1977年には長編作品3部作が放送された。日本では長編作品しか上陸しておらず、テレビドラマとしての放送はなかった。
- スパイダーマン

日本で1978年から1979年まで東京12チャンネルで放送された特撮のテレビドラマ。この作品では山城拓也（演 - 香山浩介（現・藤堂信二））が主人公となっており、レオパルドンというマシンロボが登場する。

### 教育番組
- スパイディ・スーパー・ストーリーズ

1974年から1975年まで英語とあそぼう エレクトリック・カンパニーのコーナーとして放送された。この作品ではダニー・シーグレンが演じている。

## 映画

### ハモンド・シリーズ
ニコラス・ハモンド主演の映画、日本でも上陸されたことがある。日本語吹き替え版では大塚芳忠が担当している。
- スパイダーマン
- スパイダーマン プルトニウムを追え
- スパイダーマン ドラゴンの挑戦

### 東映シリーズ
日本のスーパーヒーロー映画、1978年7月22日に東映まんがまつりで上映された。コミック「スパイダーバース」ではレオパルドンが登場。

### ライミ監督作
トビー・マグワイア主演の映画、監督はサム・ライミが務めている。日本語吹き替え版では猪野学。
- スパイダーマンTM（2002年）
- スパイダーマン2（2004年）
- スパイダーマン3（2007年）

### ウェブ監督作
アンドリュー・ガーフィールド主演の映画、監督はマーク・ウェブが務めている。
- アメイジング・スパイダーマン（2012年）
- アメイジング・スパイダーマン2（2014年）

### マーベルシネマティックユニバース
2015年2月、ソニー・ピクチャーズ、マーベル・スタジオ、ウォルト・ディズニー・カンパニーは、スパイダーマンをMCUに登場させてトム・ホランドを起用する契約を発表した。日本では榎木淳弥が日本語吹き替え版を担当。
- スパイダーマン:ホームカミング（2017年）
- スパイダーマン:ファー・フロム・ホーム（2019年）
- スパイダーマン:ノー・ウェイ・ホーム（2021年）

アベンジャーズ共演作品
- シビル・ウォー/キャプテン・アメリカ（2016年）
- アベンジャーズ/インフィニティ・ウォー（2018年）
- アベンジャーズ/エンドゲーム（2019年）

ヴェノム共演作品
- ヴェノム:レット・ゼア・ビー・カーネイジ（2021年）

### アニメ映画
- スパイダーマン: スパイダーバース

2018年12月14日に公開されたアニメ映画、日本では2019年3月8日に公開。ソニー・ピクチャーズがアニメーション製作を務め、ボブ・ペルシケッティが監督を詰めている。多次元のスパイダーマンが登場する作品。
- スパイダーマン: スパイダーバース2

アメリカで2022年10月7日に公開されるアニメ映画、スパイダーマン: スパイダーバースの続編。

## ラジオ

### アメリカ
1996年1月15日から1996年3月24日まで、全50話以上がBBCラジオ1で放送された。本作ではブライアン・メイが制作に関わっており、ウィリアム・ダフリスがスパイダーマンの声を当てている。

### 日本
日本では小野耕世によって翻訳された光文社のコミック『スパイダーマン』をニッポン放送の「キリンラジオ劇場・スペースロマン」で放送（時期は不明）。スパイダーマンの声は近石真介が当てており、他には池田勝、大宮悌二、当時の劇団東演などが出演していた。

## アトラクション
- アメイジング・アドベンチャー・オブ・スパイダーマン
- ウェブスリンガーズ:スパイダーマン・アドベンチャー
- Meet Spider-Man and the Marvel Super Heroes

## ステージショー
ウルトラマン・ショー（正式な名前は不明）
1996年に円谷プロダクションがウルトラマンのショーにスパイダーマンが登場。これは1994年制作のアニメシリーズがテレビ放送される予定の企画の1つだった。スーツの制作は成功していたが、アニメシリーズの放送は頓挫した（参照）。

## WEBシリーズ
- Marvel Superheroes: What the--?!（英語版）

## パチンコ・パチスロ
- スパイダーマン2

2006年にサミーから発売されたゲーム。
- CRベノムの逆襲

2010年に高尾から発売されたゲーム。

## 学校向け安全教材シリーズ
- Spider-man:Safety Series

アメリカで1990年にマーベル・プロダクションとラーニング・コーポレーションが制作し、小学校向けに提供されたビデオ。いわゆる「スパイダーマンの安全教室」といったもので、スパイダーマンが様々な安全法を子供たちに学ぶという内容だった。
教材エピソードでは全4話が制作されたが、このうち第4話は紛失状態である（ニューヨーク州立図書館に所蔵されているという話もある）。
スパイダーマン / ピーター・パーカー
声 - グレッグ・スノー
「Safty Series」では、小学生のおたすけヒーローである。
ティミー
声 - ?
小学生の男の子、ルールをあまり知らないせいか疎い。
EJ
声 - ?
小学生の男の子、黒人である。
マリア
声 - ?
小学生の女の子、肌は茶色。
ジェイソン
声 - ?
小学生の男の子、メガネをかけている。
ミスター・オルティス
声 - ジェフリー・プラット（マイケル・マコノヒー）
マリアの父。
| # | サブタイトル             |
| --- | ------------------------ |
| 1 | Don't Hide Abuse         |
| マリアは、酒を飲む父親オルティスから虐待を受けてしまう。マリア自身は誰にも話すことができず、彼女のあざに疑問を抱いた友達のジェイソンたちは、スパイダーマンに助けを求める。スパイダーマンは子供たちにアドバイスを与え、マリアは一番信頼できる人に秘密を打ち明け、結果的にマリアの父は娘への体罰をしなくなった。                                        |                          |
| 2 | What To Do About Drugs   |
| 野球をしていたティミーは、説得力抜群な2人の先輩から危険ドラッグを勧められてしまう。ティミーが困っているのを知るEJたちは、スパイダーマンの助けを借り、良い薬物と悪い薬物の正しい扱い方をティミーに教えることにした。 |                          |
| 3 | Smart Kids Play It Safe  |
| これはスパイダーマンが小学生たちのために「安全ルール 全7条」の本を使って、EJ、ティミー、マリア、ジェイソンと共に小学校から帰る道を学ぶという内容。知らないおじさんからアイスクリームをおごられるとティミーは喜んで行くが、ジェイソンに止められる。3人は安全ルールを知らないティミーをどうにか正しい道に導かせ、ようやく自分の家に帰ることに成功した。 |                          |
| 4 | Where Do You Go for Help |
| 詳細不明 |                          |

## 非公式のメディア作品

### シリーズ
- イタリアン・スパイダーマン

2007年にYoutubeで公開されたオーストラリアのパロディー映画。

### ファンフィルム
- Spider-Man

1969年に公開された無許可の短編映画。
- 3 Dev Adam

1973年に公開されたカルト映画。スパイダーマンが悪役として登場する。
- Spider-Man Versus Kraven the Hunter

1974年の短編映画、ブルース・カルドッソが脚本・監督を務めている。マーベル・コミックと原作者であるスタン・リーが公認している。
- Viva Spider-Man

1989年の映画。ジム・クレイグが製作しており、後にスパイダーマン'94の脚本を担当。
- The Green Goblin's Last Stand

1992年のファンフィルム。
- Spider-Man Lives: A Miles Morales Story

2015年のファンフィルム、マイルス・モラレスが主役。